# سیارک ۲۴۱۲۹
سیارک ۲۴۱۲۹ (به انگلیسی: 24129 Oliviahu، نامگذاری:1999VJ62) بیست و چهار هزار و صد و بیست و نهمین سیارک کشف شده‌است که در ۴ نوامبر ۱۹۹۹ کشف شد.
قدر مطلق سیارک برابر ۱۰.۷ است.